# 泗水英雄纪念碑
泗水英雄纪念碑（印尼语：Tugu Pahlawan）是印尼东爪哇省泗水市的一处纪念碑，是泗水市最知名的地标之一。碑白色，高41.15米，是为纪念1945年泗水战役而建。纪念碑下还有一座专门纪念战役事件的博物馆。

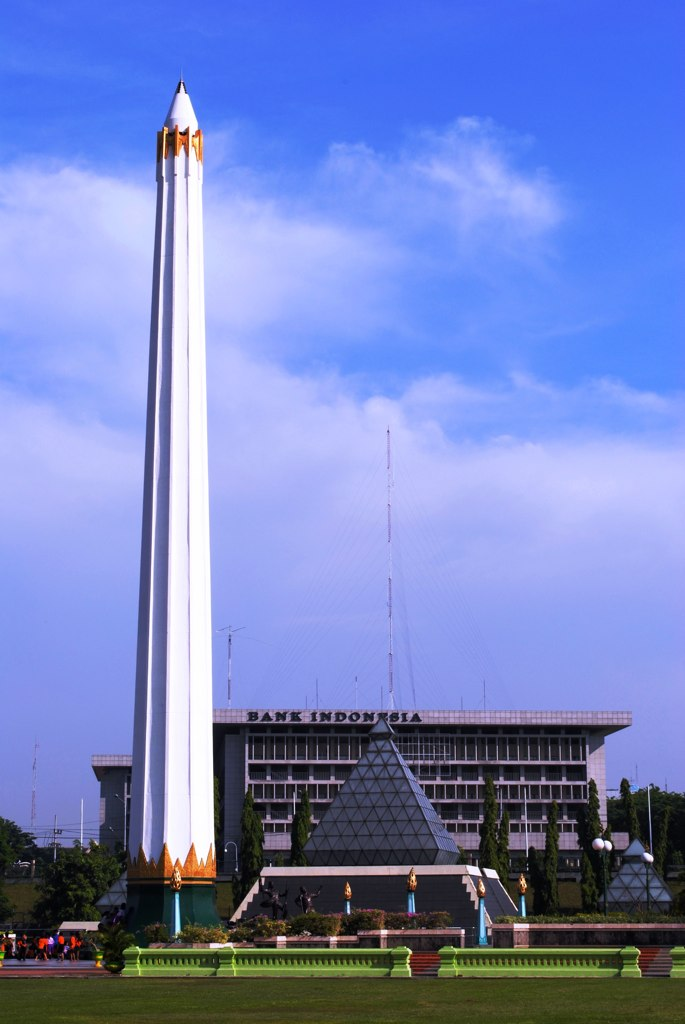